# Wojciech Tyszyński
Wojciech Tyszyński (Sztum, 12 de diciembre de 1984) es un deportista polaco que compitió en piragüismo en la modalidad de aguas tranquilas. Ganó tres medallas en el Campeonato Mundial de Piragüismo entre los años 2003 y 2007, y dos medallas en el Campeonato Europeo de Piragüismo entre los años 2005 y 2008.

## Palmarés internacional
| Campeonato Mundial | Campeonato Mundial           | Campeonato Mundial | Campeonato Mundial |
| Año                | Lugar                        | Medalla            | Competición        |
| ------------------ | ---------------------------- | ------------------ | ------------------ |
| 2003               | Gainesville (Estados Unidos) | Medalla de bronce  | C4 1000 m          |
| 2005               | Zagreb (Croacia)             | Medalla de oro     | C4 1000 m          |
| 2007               | Duisburgo (Alemania)         | Medalla de bronce  | C2 1000 m          |
| Campeonato Europeo |                              |                    |                    |
| Año                | Lugar                        | Medalla            | Competición        |
| 2005               | Poznań (Polonia)             | Medalla de plata   | C4 1000 m          |
| 2008               | Milán (Italia)               | Medalla de bronce  | C2 1000 m          |